# 克拉克斯維爾 (喬治亞州)
克拉克斯維爾（英語：Clarkesville）是一個位於美國喬治亞州哈伯沙姆縣的城市。根據2010年美國人口普查，該地人口為1733人，而該地的面積約為6.45平方千米。同時該地也是哈伯沙姆縣的縣治。

## 地理
克拉克斯維爾的座標為34°36′38″N 83°31′30″W / 34.61056°N 83.52500°W，而該地的平均海拔高度為413米（即1355英尺）。